# Абант
Абант (грч. Abas, лат. Abas) је краљ Арга на Пелопонезу - син аргејског краља Линкеја и његове жене Хипермнестре.

## Митологија

### Абант краљ Арга
Абант је био предак славних јунака. Са својом женом Аглајом је имао два сина који су се прославили својим узајамним непријатељством:
- Акрисије - краљ Арга
- Прет - Оснивач града Тиринта

Абант је био деда Данаје, славне љубавнице бога Зевса, и прадеда јунака Персеја. Абанта сматрају и оснивачом града Абадије у фокиди и освајачем острва Еубеје.

### Абант син врача Еуридаманта
Из Хомерове „Илијаде“ знамо за још једног Абанта који је био син тројанског врача Еуридаманта, Он је припадао храбрим браниоцима Троје, и уз свога брата Полида погинуо је у борби са аргејским краљем Диомедом.

### Абант ратник
У Вергилијевој „Енејиди“, постоји Абант који је био етрурски ратник који се борио са Енејом у Италији за нову домовину Тројанаца.